# Бережанский городской совет
Бережанский городской совет (укр. Бережанська міська рада) — входит в состав
Бережанского района
Тернопольской области
Украины.
Административный центр городского совета находится в 
г. Бережаны.

## Населённые пункты совета
- г. Бережаны
- с. Лесники
- с. Рай